# New-Wes-Valley
New-Wes-Valley är en ort i Kanada.   Den ligger i provinsen Newfoundland och Labrador, i den östra delen av landet, 1 700 km öster om huvudstaden Ottawa. New-Wes-Valley ligger 11 meter över havet och antalet invånare är 2 265.
Terrängen runt New-Wes-Valley är platt. Havet är nära New-Wes-Valley åt sydost. Trakten är glest befolkad. New-Wes-Valley är det största samhället i trakten. 